# ステファン・ユースタキオ
- ステファン・エウスタキオ

ステファン・ユースタキオ（Stephen Eustáquio, 1996年12月21日 - ）は、カナダ・オンタリオ州レミントン出身のプロサッカー選手。プリメイラ・リーガ・ポルト所属。カナダ代表。ポジションはミッドフィールダー。

## 経歴

### クラブ
ポルトガル人の両親のもとカナダのオンタリオ州レミントンに生まれ、7歳のときにポルトガルに移住した。ナザレノスでサッカーを始め、3部リーグのトレエンセで2シーズンを過ごした。
2017年6月7日、セグンダ・リーガのレイションイスに移籍（移籍金は非公表）。7月23日、ホームで迎えたタッサ・ダ・リーガのアカデミコ・デ・ヴィゼウ戦にフル出場し、レイションイスでの公式戦デビューを2-0で勝利。リーグ戦デビューは8月6日、アウェイのレアルSCで、1-4で敗れた。
2018年1月31日、移籍金500,000ユーロでシャヴェスに移籍。その4日後、アウェイのフェイレンセ戦でプリメイラ・リーガデビューを果たし、2-1で勝利した。9月14日、エスタディオ・ド・ドラゴンで行われたタッサ・ダ・リーガのポルト戦で、同点に追いつくゴールを挙げ、シャヴェスにとってこのスタジアムで初となる勝ち点を得た。また9月には、プリメイラ・リーガの月間最優秀選手に選ばれた中島翔哉に次ぐ2位の得票率を得た。
2019年1月15日、メキシコ・リーガMXのクルス・アスルに移籍。シャヴェスでルイス・カストロ監督のアシスタントを務めたヴィトール・セヴェリーノはユースタキオを「ラ・マシアで育ったバルサ出身の選手の典型のよう」と評した。ティフアナ戦に途中出場しメキシコデビューを果たしたが、わずか数分でレッドカードを提示される。VARによる判定で警告のみで済んだが、その後、負傷でピッチから退いた。この負傷により8か月の長期離脱を余儀なくされ、9月22日にピッチに復帰し、その後はU-20チームで調整を行った。
同年12月、プリメイラ・リーガのパソス・デ・フェレイラに期限つき移籍し、ポルトガルに戻った。2020年1月11日、アウェイのポルティモネンセ戦で移籍後初出場。2020年9月、レンタル期間の延長で合意。翌年1月には移籍金2,500,000ユーロで完全移籍となった。10月24日、ナシオナル戦で加入後初ゴールを挙げ、引き分けに持ち込んだ。2021年8月5日、UEFAヨーロッパカンファレンスリーグ予選3回戦のラーン戦でヨーロッパの主要大会デビューを果たし、ゴールも記録した。
2022年1月、買い取りオプションつきの期限つき移籍で、シーズンの残り期間をポルトで過ごすことになった。2月6日、アロウカ戦にファビオ・ヴィエイラとの交代で途中出場し、移籍後初戦を2-0で勝利した。5月31日、ポルトは買い取りオプションを行使し、2027年6月30日までの契約で完全移籍となった。セルジオ・コンセイソン監督が率いるチームでスターティングメンバーの座を掴み、9月30日、ホームでのブラガ戦ではポルトでの初ゴールを挙げ、4-1で勝利した。

### 代表

#### ポルトガル
2017年11月、ルイ・ジョルジ監督が率いるU-21ポルトガル代表に、UEFA U-21欧州選手権予選のルーマニアおよびスイス戦のメンバーとして召集された。コンスタンツァで行われたルーマニア戦では初キャップを記録し、90分間フル出場し、警告も受けた。

#### カナダ
2012年、15歳でU-17カナダ代表に選出された。
2019年2月、カナダ代表としてプレイすることを決意。膝の負傷から復帰すると、2019年10月1日、CONCACAFネーションズリーグのアメリカ戦でA代表に初召集された。11月15日、後半にマーク＝アンソニー・ケイに代わって途中出場し、A代表デビュー。試合は1-4で敗れた。
2021年6月、CONCACAFゴールドカップに向けた予備登録メンバー60名に選出され、7月1日に発表された最終メンバーにも残った。カンザスシティで行われたマルティニーク戦で代表初ゴールを記録し、試合も4-1で勝利した。

## 人物
兄のマウロも元サッカー選手であり、カナダの世代別代表に選出された経歴がある。

## 個人成績

### クラブ
| 国内大会個人成績 | 国内大会個人成績       | 国内大会個人成績 | 国内大会個人成績 | 国内大会個人成績 | 国内大会個人成績 | 国内大会個人成績 | 国内大会個人成績 | 国内大会個人成績 | 国内大会個人成績 | 国内大会個人成績 | 国内大会個人成績 |
| 年度             | クラブ                 | 背番号           | リーグ           | リーグ戦         | リーグ戦         | リーグ杯         | リーグ杯         | オープン杯       | オープン杯       | 期間通算         | 期間通算         |
| 年度             | クラブ                 | 背番号           | リーグ           | 出場             | 得点             | 出場             | 得点             | 出場             | 得点             | 出場             | 得点             |
| ポルトガル       | ポルトガル             | ポルトガル       | ポルトガル       | リーグ戦         | リーグ戦         | リーグ杯         | リーグ杯         | ポルトガル杯     | ポルトガル杯     | 期間通算         | 期間通算         |
| ---------------- | ---------------------- | ---------------- | ---------------- | ---------------- | ---------------- | ---------------- | ---------------- | ---------------- | ---------------- | ---------------- | ---------------- |
| 2014-15          | トレエンセ             |                  | 3部              | 1                | 0                | -                | -                | 0                | 0                | 1                | 0                |
| 2015-16          | トレエンセ             |                  | 3部              | 24               | 0                | -                | -                | 0                | 0                | 24               | 0                |
| 2016-17          | トレエンセ             |                  | 3部              | 31               | 0                | -                | -                | 2                | 0                | 33               | 0                |
| 2017-18          | レイションイス         |                  | セグンダ         | 20               | 0                | 4                | 0                | 1                | 0                | 25               | 0                |
| 2017-18          | シャヴェス             | 46               | プリメイラ       | 13               | 1                | 0                | 0                | 0                | 0                | 13               | 1                |
| 2018-19          | シャヴェス             | 46               | プリメイラ       | 16               | 0                | 3                | 1                | 2                | 0                | 21               | 1                |
| メキシコ         | メキシコ               | メキシコ         | メキシコ         | リーグ戦         | リーグ戦         | コパMX           | コパMX           | オープン杯       | オープン杯       | 期間通算         | 期間通算         |
| 2018-19          | クルス・アスル         | 3                | MX               | 1                | 0                | 1                | 0                | -                | -                | 2                | 0                |
| ポルトガル       | ポルトガル             | ポルトガル       | ポルトガル       | リーグ戦         | リーグ戦         | リーグ杯         | リーグ杯         | ポルトガル杯     | ポルトガル杯     | 期間通算         | 期間通算         |
| 2019-20          | パソス・デ・フェレイラ | 46               | プリメイラ       | 16               | 0                | 0                | 0                | 1                | 0                | 17               | 0                |
| 2020-21          | パソス・デ・フェレイラ | 46               | プリメイラ       | 32               | 2                | 1                | 0                | 2                | 0                | 35               | 2                |
| 2021-22          | パソス・デ・フェレイラ | 46               | プリメイラ       | 17               | 0                | 1                | 0                | 0                | 0                | 18               | 0                |
| 2021-22          | ポルト                 | 46               | プリメイラ       | 8                | 0                | 0                | 0                | 1                | 0                | 9                | 0                |
| 2022-23          | ポルト                 | 46               | プリメイラ       | 29               | 2                | 2                | 2                | 4                | 1                | 35               | 5                |
| 2023-24          | ポルト                 | 6                | プリメイラ       | 28               | 2                | 1                | 0                | 2                | 0                | 31               | 2                |
| 2024-25          | ポルト                 | 6                | プリメイラ       | 30               | 0                | 2                | 1                | 1                | 0                | 33               | 1                |
| 通算             | ポルトガル             | ポルトガル       | 3部              | 56               | 0                | -                | -                | 2                | 0                | 58               | 0                |
| 通算             | ポルトガル             | ポルトガル       | セグンダ         | 20               | 0                | 4                | 0                | 1                | 0                | 25               | 0                |
| 通算             | ポルトガル             | ポルトガル       | プリメイラ       | 189              | 7                | 10               | 4                | 13               | 1                | 212              | 12               |
| 通算             | メキシコ               | メキシコ         | MX               | 1                | 0                | 1                | 0                | -                | -                | 2                | 0                |
| 総通算           | 総通算                 | 総通算           | 総通算           | 266              | 7                | 15               | 4                | 16               | 1                | 297              | 12               |

### 代表
| カナダ代表 | 国際Aマッチ | 国際Aマッチ |
| 年         | 出場        | 得点        |
| ---------- | ----------- | ----------- |
| 2019       | 1           | 0           |
| 2020       | 0           | 0           |
| 2021       | 17          | 3           |
| 2022       | 10          | 0           |
| 2023       | 6           | 1           |
| 2024       | 13          | 0           |
| 2025       | 3           | 0           |
| 通算       | 50          | 4           |

#### 得点
| #  | 年月日         | 開催地                                            | 対戦国         | 勝敗 | 試合概要                          |
| -- | -------------- | ------------------------------------------------- | -------------- | ---- | --------------------------------- |
| 1. | 2021年7月11日  | チルドレンズ・マーシー・パーク（ アメリカ合衆国） | マルティニーク | ○4-1 | 2021 CONCACAFゴールドカップ       |
| 2. | 2021年7月15日  | チルドレンズ・マーシー・パーク（ アメリカ合衆国） | ハイチ         | ○4-1 | 2021 CONCACAFゴールドカップ       |
| 3. | 2021年7月25日  | AT&Tスタジアム（ アメリカ合衆国）                 | コスタリカ     | ○2-0 | 2021 CONCACAFゴールドカップ       |
| 4. | 2023年11月18日 | インディペンデンス・パーク（ ジャマイカ）         | ジャマイカ     | ○2-1 | 2023-24CONCACAFネーションズリーグ |

## タイトル

### クラブ
ポルト
- プリメイラ・リーガ（2021-22）[36]
- タッサ・デ・ポルトガル（2021-22, 2022-23）
- タッサ・ダ・リーガ（2022-23）
- スーペルタッサ・カンディド・デ・オリベイラ（2022）[37]

### 個人
- カナダ年間最優秀サッカー選手（2023）[38]